# Communauté de communes du Plateau de Caux-Fleur de Lin
Pour les articles homonymes, voir Caux (homonymie).
La communauté de communes Plateau de Caux-Fleur de Lin est une ancienne communauté de communes française, située dans le département de la Seine-Maritime et la région Normandie.

## Historique
L'intercommunalité a été créée par un arrêté préfectoral du 28 décembre 2001, qui a pris effet le 31 décembre 2001.
Le projet de schéma départemental de coopération intercommunale présenté par le préfet de Seine-Maritime le 2 octobre 2015 dans le cadre de l'approfondissement de la coopération intercommunale prévu par la Loi portant nouvelle organisation territoriale de la République (Loi NOTRe) du 7 août 2015 prévoit la fusion des deux petites intercommunalités constituées par la communauté de communes d'Yerville-Plateau de Caux  (11 073 habitants et celle du Plateau de Caux-Fleur de Lin (9 366 habitants),.
En conséquence, elle fusionne au 31 décembre 2016 avec la communauté de communes d'Yerville-Plateau de Caux pour former la communauté de communes Plateau de Caux-Doudeville-Yerville.

## Territoire communautaire

### Géographie
Située dans un territoire rural au centre du département de la Seine-Maritime et dans l’aire d’influence des agglomérations de Rouen et du Havre, la Communauté de Communes s'étend sur 119,68 km² et compte environ 9 102 habitants répartis dans les anciens cantons de Doudeville et d'Ourville en Caux,.
La commune centre est Doudeville.

### Composition
L'intercommunalité regroupe 21 communes du département de la Seine-Maritime:
| Nom                       | Code Insee | Gentilé          | Superficie (km2) | Population (dernière pop. légale) | Densité (hab./km2) |
| ------------------------- | ---------- | ---------------- | ---------------- | --------------------------------- | ------------------ |
| Doudeville (siège)        | 76219      | Doudevillais     | 14,51            | 2 534 (2014)                      | 175                |
| Amfreville-les-Champs     | 76006      | Amfrevillais     | 4,60             | 180 (2014)                        | 39                 |
| Anvéville                 | 76023      | Anvévillais      | 4,23             | 293 (2014)                        | 69                 |
| Bénesville                | 76077      | Bénesvillais     | 5,51             | 194 (2014)                        | 35                 |
| Berville-en-Caux          | 76087      | Bervillais       | 6,72             | 621 (2014)                        | 92                 |
| Boudeville                | 76129      | Boudevillais     | 4,66             | 210 (2014)                        | 45                 |
| Bretteville-Saint-Laurent | 76144      | Brettevillais    | 3,97             | 174 (2014)                        | 44                 |
| Canville-les-Deux-Églises | 76158      | Canvillais       | 5,77             | 334 (2014)                        | 58                 |
| Carville-Pot-de-Fer       | 76161      | Carvillais       | 5,34             | 115 (2014)                        | 22                 |
| Étalleville               | 76251      | Étallevillais    | 3,55             | 452 (2014)                        | 127                |
| Fultot                    | 76293      | Fultotais        | 3,72             | 195 (2014)                        | 52                 |
| Gonzeville                | 76309      | Gonzevillais     | 4,83             | 101 (2014)                        | 21                 |
| Harcanville               | 76340      | Harcanvillais    | 7,48             | 511 (2014)                        | 68                 |
| Héricourt-en-Caux         | 76355      | Héricourtais     | 10,81            | 948 (2014)                        | 88                 |
| Le Torp-Mesnil            | 76699      | Torpois          | 5,47             | 388 (2014)                        | 71                 |
| Prétot-Vicquemare         | 76510      | Prétotais        | 4,73             | 198 (2014)                        | 42                 |
| Reuville                  | 76524      | Reuvillais       | 4,37             | 128 (2014)                        | 29                 |
| Robertot                  | 76530      | Robertotais      | 2,45             | 200 (2014)                        | 82                 |
| Routes                    | 76542      | Routais          | 4,47             | 253 (2014)                        | 57                 |
| Saint-Laurent-en-Caux     | 76597      | Saint-Laurentais | 6,46             | 768 (2014)                        | 119                |
| Yvecrique                 | 76757      | Yvecriquais      | 5,97             | 661 (2014)                        | 111                |

## Organisation

### Siège
Le siège de l'intercommunalité est à Doudeville, 2 place du général de Gaulle.

### Élus
La communauté de communes est administrée par son Conseil communautaire, composé, pour la mandature 2014-202, de 38 conseillers municipaux représentant chacune des communes membres, à raison de un délégué et son suppléant, pour les communes de moins de 200 habitants, deux délégués pour les autres, sauf Doudeville qui dispose, compte tenu de sa population, de 6 délégués.
Le conseil communautaire d'avril 2014 a réélu son président, Jean-Nicolas Rousseau, maire de Anvéville et élu ses vice-présidents, qui sont : 
1. Erick Malandrin,  maire de Doudeville ;
2. Dominique Lachevres, maire de Yvecrique
3. Patrice Mathon, 1er maire-adjoint de Héricourt-en-Caux ;
4. Agnès Laloi, 1re maire-adjoint de Saint Laurent en Caux.

Le bureau de l'intercommunalité pour la mandature 2014-2020 est composé du président, des vice-présidents, et de : 

- Jean-Pierre Langlois, maire de Harcanville ;

- Jacques Leconte, 1er maire-adjoint de Berville ;

- Emeric Gemey, 1er maire-adjoint de  Doudeville ;

- Yves Fournil, maire de Routes ;

- Emmanuel Cauchy, maire de Héricourt-en-Caux.

### Liste des présidents
| Période | Période                        | Identité              | Étiquette | Qualité |
| ------- | ------------------------------ | --------------------- | --------- | --- |
| 2002    | En cours (au 30 novembre 2015) | Jean-Nicolas Rousseau | UDI       | Maire de Anvéville (2001 → ) Président du Syndicat mixte du Plateau de Caux Maritime[Quand ?] Réélu pour le mandat 2014-2020 |

### Compétences
L'intercommunalité exerce les compétences qui lui sont transférées par les communes membres, dans les conditions fixées par le code général des collectivités territoriales.
Il s'agit de : 
- Actions de développement économique ;
- Aménagement de l'espace ;
- Protection et mise en valeur de l'environnement ;
- Politique du logement et du cadre de vie ;
- Tourisme et notamment la gestion de l'office de tourisme implanté à Doudeville ;
- De services à la population, avec une maison de services publics et une maison de la petite enfance[12].

### Régime fiscal et budget
L'intercommunalité est financée par une fiscalité additionnelle aux impôts locaux des communes, avec FPZ (fiscalité professionnelle de zone) et sans FPE (fiscalité professionnelle sur les éoliennes).